# ایو انسلر
ایو انسلر (انگلیسی: Eve Ensler؛ زادهٔ ۲۵ مهٔ ۱۹۵۳) هنرمند، هنرپیشه، نمایش‌نامه‌نویس و فمینیست اهل ایالات متحده آمریکا است. مشهورترین اثرش تک‌گویی‌های واژن نام دارد که سال ۱۹۹۶ منتشر شد و از سوی منتقد نیویورک‌تایمز «برترین اثر تئاتر سیاسی در دههٔ گذشته» توصیف شده است.
او همچنین برندهٔ کمک‌هزینه گوگنهایم شده است.